# Fiat 1100-103
La Fiat 1100-103 fut présentée par le constructeur italien Fiat au Salon de Genève en mars 1953.
Remplaçante de la Fiat 1100 issue de la Fiat 508 Balilla, qui connut un immense succès mondial et dont Fiat tira plusieurs versions modernisées au fil du temps.
Pour cette nouvelle 1100, Fiat a opté pour une refonte totale du projet abandonnant le châssis classique de l'époque et adopte une carrosserie autoporteuse.

## Histoire

### la1resérie1100-103 A & B

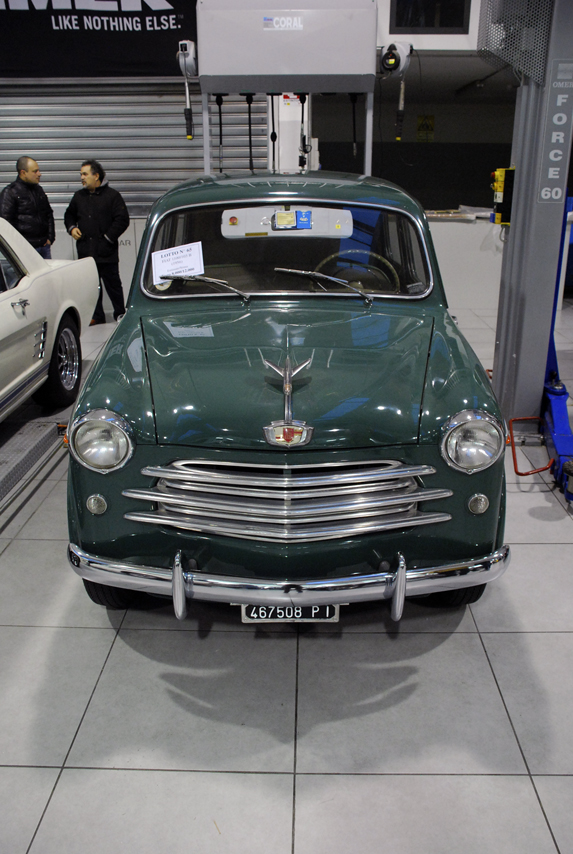
Fiat 1100-103B

En avril 1953, Fiat présente sa nouvelle voiture moyenne, la Fiat 1100-103. La voiture est baptisée de son nom de code Fiat 1100-103 mais ne garde de sa devancière que le moteur de 1 089 cm3 développant 36 ch, dont la fiabilité légendaire et la grande souplesse a conquis l'ensemble des techniciens. (Ce même moteur a équipé bon nombre de modèles Simca et notamment les séries Simca 8, Aronde et P60). La carrosserie de la version d'origine est très ronde, comporte deux volumes avec un coffre très peu marqué. Cette même année, Fiat présente au Salon de Paris la version 103 TV (Turismo Veloce) équipée d'un moteur dont la puissance est portée à 50 ch.
Cette première série comporte deux versions la Tipo A, version économique livrable uniquement avec une peinture grise, et la Tipo B avec une finition beaucoup plus luxueuse.

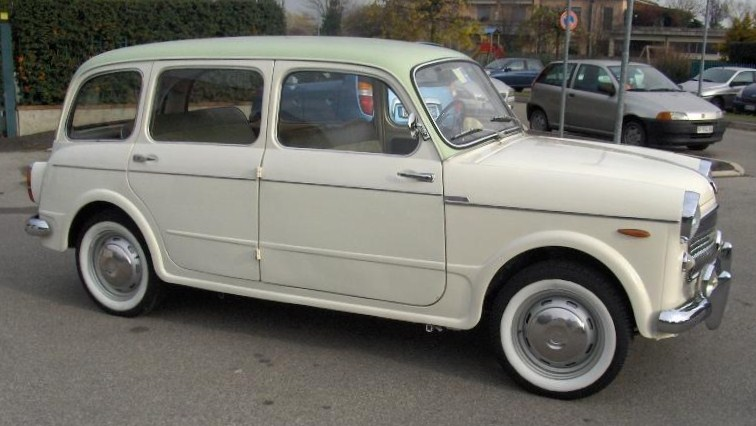
Fiat 1100-103A Giardiniera

Quelques semaines plus tard, Fiat lance la version Familiale et break, connue sous le code 103F aussi appelée "Giardiniera".
Au mois d'octobre 1953, Fiat lance la version 1100-103 TV (Turismo Veloce) équipée du même moteur mais dont la puissance a été augmentée de 14 ch pour atteindre 50 ch DIN.
Au salon del'automobile de Genève 1956, la Fiat 1100-103 Trasformabile est présentée en avant première. C'est un magnifique Spider carrossé par la section "Carrozzerie Speciali" de Fiat à Turin.

### Série 1100-103 C
Cette série a été mise au point pour la production sous licence en Inde par Premier à partir de 1954. Elle n'a jamais été  produite en Italie.

### La2esérie1100-103 E
La seconde série apparait en 1956. La Fiat 1100-103 B est entièrement remaniée et la nouvelle version prend des allures plus anguleuses, le coffre devient une vraie malle arrière plus prononcée. La puissance des moteurs est portée à 40 ch pour la berline et la familiare, et 53 ch pour la version TV et le Spider toujours appelé "Trasformabile".

### La3esérie1100-103 D

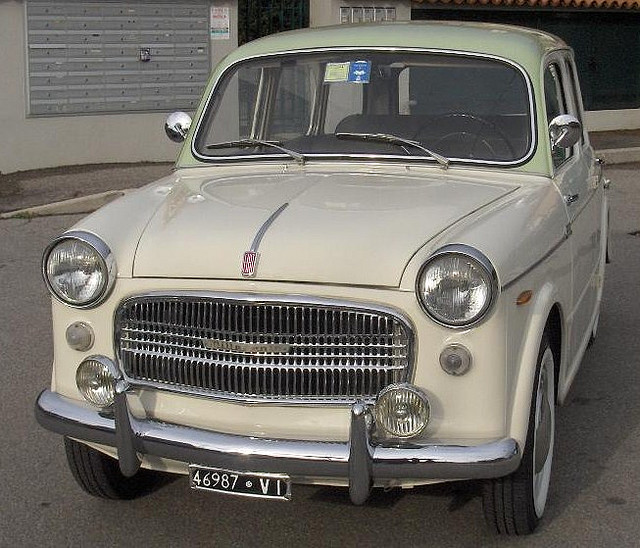
Fiat 1100-103 D

La troisième série est présentée au Salon de l'automobile de Turin 1957. La Fiat 1100 D bénéficie de retouches de carrosserie et notamment adopte l'ouverture des portes avant contre le vent. Ce modèle reçoit un nouveau moteur de 1 089 cm3 développant 43 ch.
Cette série a aussi été produite en Inde sans aucune variation par rapport à la version italienne si ce n'est l'emplacement du volant à gauche, et dans la filiale Fiat en Argentine : Fiat Concord où la seule différence avec l'original italien étaient les pare-chocs avec un tube chromé ajouté au-dessus du pare-chocs normal, à l'avant comme à l'arrière.

### La4esérie1100-103 H
En 1959, Fiat présente la 1100-103 H, version luxueuse de la Fiat 1100-103 D qui reste au catalogue. La version 103H vient occuper le créneau sous la Fiat 1200 GranLuce.
En 1960, les versions 1100-103 D et H sont remplacées par les Fiat 1100 Export et Special.

### La5esérie1100 Export & Special (1960-62)
Durant l'automne 1960, la gamme est bouleversée et la version de base 1100-103 est remplacée par la 1100 Export. Cette voiture hérite de la carrosserie de la 103 H (version de luxe) à laquelle vient s'ajouter une nouvelle version encore plus haut de gamme, la 1100 Special qui reprend la carrosserie de la Fiat 1200 Granluce. À noter également qu'à partir de cette série, la Fiat 1100 abandonne, dans son appellation, le numéro de projet "103".

### La6esérie1100 D (1962-66)

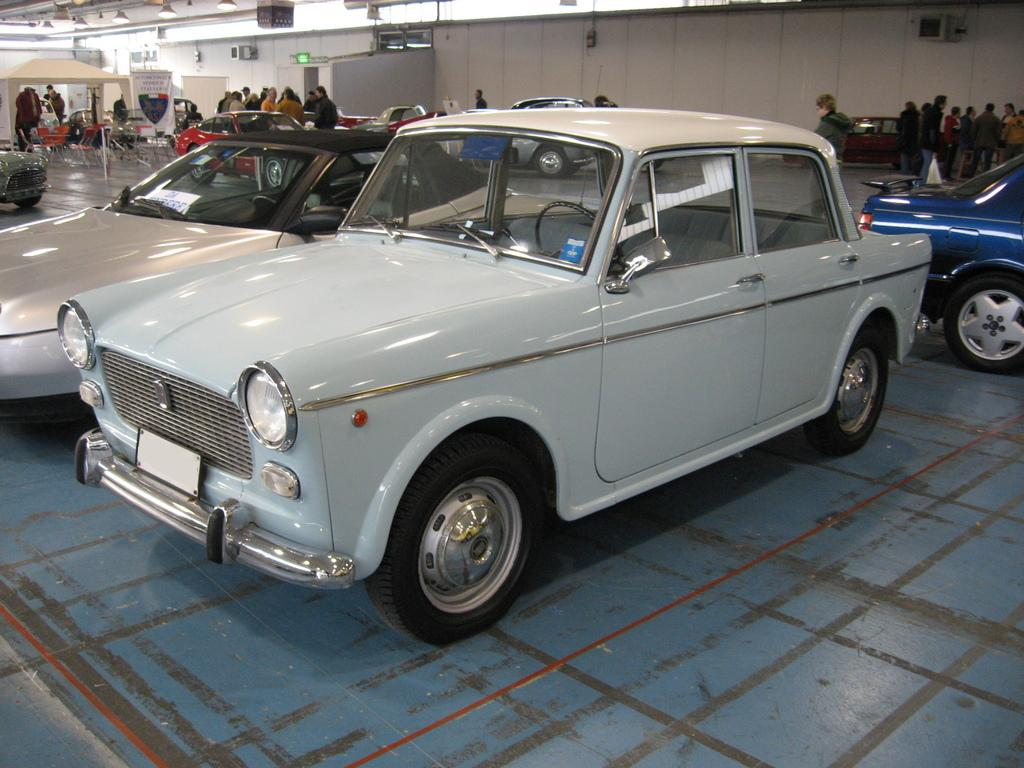
Fiat 1100D

Au Salon de Turin en novembre 1962, toutes les versions de la Fiat 1100 sont remplacées par la nouvelle Fiat 1100D qui est équipée du moteur de 1 221 cm3 développant 55 ch DIN de la Fiat 1200. C'est ce même moteur qui sera utilisé sur l'Autobianchi Primula, première traction avant du groupe Fiat (A ne pas confondre avec la Fiat 1100-103D de 1953), son code usine est 103 G. La carrosserie bénéficie d'un restyling qui touche la calandre, les feux avant et arrière mais surtout l'habitacle. La version Familiale bénéficie des mêmes prestations.
Une des lignes de production de cette version, après l'arrêt de sa production en Italie, sera cédée à l'indien Premier-PAL pour la production locale. Le modèle commercialisé sous le nom de Premier Padmini restera en fabrication jusqu'en 2000.

### La7eet dernière série 1100 R (1966-69)

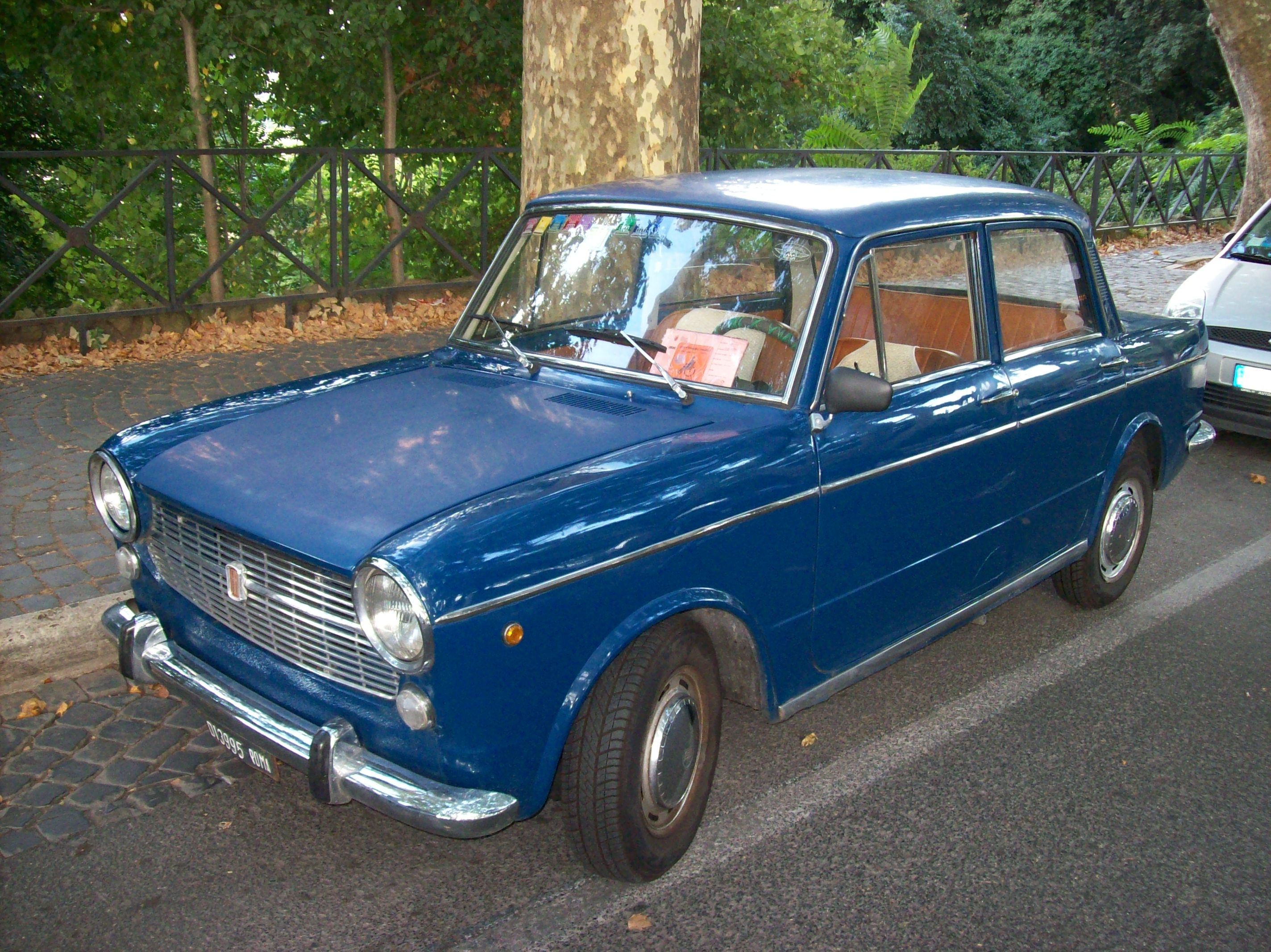
Fiat 1100 R

La dernière version présentée en février 1966, la Fiat 1100 R, (R pour renouvelée), dont les lignes sont plus tendues, lui donnent une allure très moderne qui est en accord avec les autres modèles de la très large gamme Fiat, comme les futures Fiat 124 et Fiat 125. Son moteur reprend la cylindrée fétiche du modèle d'origine : 1 089 cm3. La Fiat 1100R restera au catalogue jusqu'en 1969, date de son remplacement par la révolutionnaire Fiat 128. Son positionnement dans la gamme Fiat sera abaissé d'un cran par rapport à la 1100 D qu'elle remplace en raison de la sortie programmée quelques mois plus tard de la Fiat 124 qui deviendra le fer de lance de la marque dans la gamme des berlines moyennes. La version familiale bénéficie des mêmes modifications.
Cette version a été conçue à l'origine pour être produite en Inde et au Pakistan. Seule la version 1100 D l'aura été de manière très importante en Inde jusqu'en 2000. Fiat n'a jamais obtenu l'autorisation de créer une usine au Pakistan à cette époque.

## Les versions utilitaires

### 1100-103 Industriale
Version pick-up

### 1100 T
Version fourgon et camionnette lancée en 1957.

## La Fiat 1100 - 103 dans le monde
La Fiat 1100 fut une des nombreuses voitures Fiat à être construite dans de nombreux pays hors de l'Italie où elle a été fabriquée à plus de 1.437.100 exemplaires ; il faut ajouter les fabrications à l'étranger :
- Argentine : la filiale Fiat Concord, dans l'usine Fiat Córdoba a fabriqué, dans la même configuration de l'original italien, 23 152 exemplaires de Fiat 1100-103 entre 1960 et 1963. Elle fut remplacée en 1970 par la Fiat 128. Les modèles produits en 1960 et 1961 comprenaient une faible part de composants locaux tandis que les modèles produits en 1962 et 1963 étaient essentiellement produits avec des ressources locales et quelques composants italiens comme le tableau de bord et le circuit électrique. En 1962, la Fiat 1100 argentine avait 75 % de composants fabriqués localement et 25 % en provenance d'Italie. Les versions « Spécial » et « Familiale » ont été importées en petites quantités. Ce sont maintenant des voitures de collection avec une grande valeur historique. La Fiat 1100-103 "Millecento" était une voiture simple mais dotée d'une robustesse exceptionnelle et d'une fiabilité inimaginable au point qu'encore en 2010, un grand nombre est toujours en service, après 50 ans. Cette voiture a connu un réel succès en Argentine.

### Production de la Fiat 1100 en Argentine
| Année     | 1960  | 1961  | 1962  | 1963  | total  |
| --------- | ----- | ----- | ----- | ----- | ------ |
| Fiat 1100 | 2 259 | 6 475 | 7 409 | 7 009 | 23 152 |

Source : ADEFA 1975 p.13.

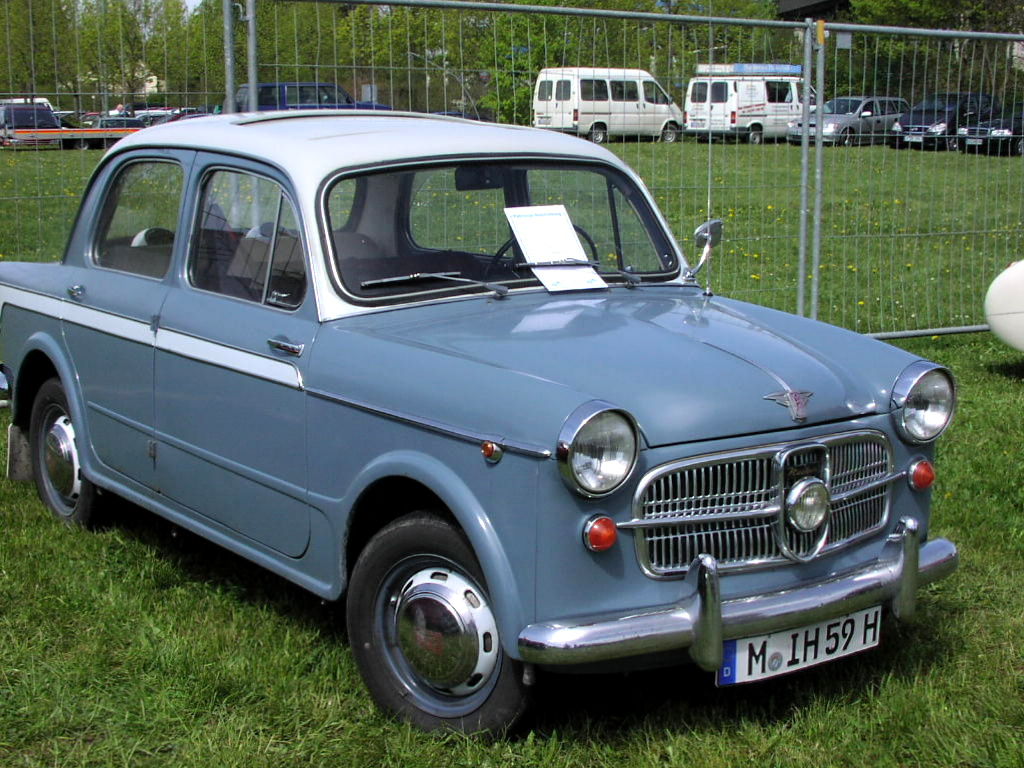
Fiat Neckar 1100 D

- Allemagne : la filiale NSU-Fiat Neckar, a fabriqué dans son usine d'Heilbron, entre 1953 et 1969, la Fiat 1100-103 équipée des moteurs Fiat 1 100 et 1 200 cm3. Elle a pris la suite de la première Fiat 1100 Musone des années 1930. Presque 160 000 exemplaires ont été fabriqués sous la marque Fiat-NSU jusqu'en 1957. La 1100 R sera commercialisée sous le nom Fiat Neckar Europa.

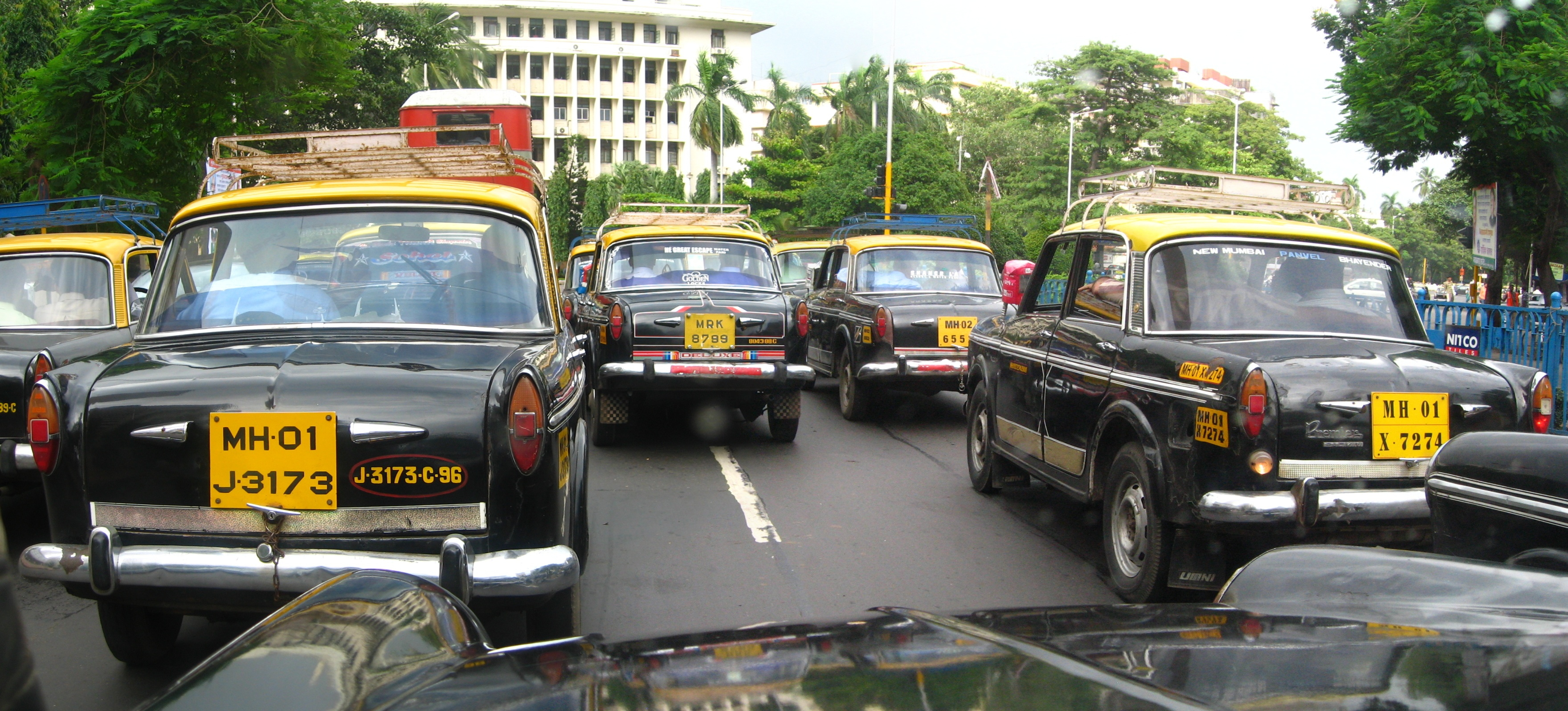
Taxis Fiat Premier Padmini en 2007 à Mumbai (ex Bombay)

- Inde : à partir de 1954, Premier PAL a produit, sous licence, jusqu'en 1965, dans son usine de Bombay, la Fiat 1100-103 et l'a commercialisée sous le nom Fiat 1100.
En 1965, une fois la licence échue, Premier a négocié avec Fiat le rachat d'une licence ainsi qu'une de ses lignes de production de la Fiat 1100 D de 1957, capable de produire 40 000 exemplaires par an. Premier-PAL a poursuivi la production en rebaptisant la voiture Padmini, modèle très prisé des taxis indiens, jusqu'en 2000. Au total ce sont plus de 1 000 000 de Fiat 1100 qui ont été fabriquées en Inde pour le seul marché local.

- Egypte : à partir de sa création en 1960, le constructeur et filiale locale El Nasr a assemblé des modèles Fiat en CKD dont la Fiat 1100-103 D, puis, à partir de 1967, la Fiat 1100 R.

La production globale de la Fiat 1100-103 a dépassé 3 800 000 exemplaires dans le monde.